# Liverpool FC TV
 Liverpool FCTV GO (abréviation LFCTV GO) est la chaîne officielle du club anglais de football Liverpool FC qui a été lancé le 20 septembre 2007. Elle fait partie des chaînes de Setanta Sports.
La chaîne est aussi regardé en direct sur le site internet officiel du club, comme service offert après la suscription au e-Season Ticket.

## Histoire
Liverpool FCTV GO est une nouvelle chaîne, similaire au Celtic TV, Rangers TV, Manchester United TV et Chelsea TV. Le diffuseur irlandais Setanta Sports a signé un contrat de plusieurs millions d'euros pour avoir les droits de diffusion exclusifs pour la chaîne de Liverpool FC, au Royaume-Uni et en Irlande.
La chaîne est diffusée sept jours sur sept entre 10:00 UTC et 01:30 UTC. Le 16 juillet 2008, la chaîne est passé de la chaîne numéro 434 sur Sky Digital à la chaîne 448.
Le 14 octobre 2009, la chaîne devient la première chaîne d'un club de football à diffuser en direct un match qualificatif pour la Coupe du monde lorsqu'elle diffuse le match du groupe 5 entre la Bosnie-Herzégovie et l'Espagne, rencontre remportée 5-2 par les Espagnols.

## Programme
- Interviews exclusives avec le staff et les joueurs.
- Rediffusion de tous les matchs en entier de Liverpool FC en championnat, Ligue des champions, et Carling Cup, incluant une couverture d'après match et des analyses en studio.
- Avant match de tous les matchs du Liverpool FC
- Nouveaux programmes en direct, LFC Interactive à 18:00GMT (rediffusé à 22:30GMT) du lundi au vendredi et aussi les jours de match le samedi.
- Anciens matchs de premier league.
- Plusieurs matchs amicaux et tous les matchs de la réserve impliquant Liverpool FC sont diffusés.
- Discussions interactives, "This is Anfield" avec d'anciens joueurs du Liverpool FC, supporters, célébrités, et experts du football.
- Documentaires basés sur l'histoire du club.
- John Barnes Show. Émission avec d'anciens joueurs et managers, joueurs de l'effectif actuel et célébrités.

## Présentateurs
- Claire Rourke
- Peter Mcdowall
- Matt Critchley
- John Barnes